# هری گواردینو
هری گواردینو (به انگلیسی: Harry Guardino) (زاده ۲۳ دسامبر ۱۹۲۵-درگذشته۱۷ ژوئیهٔ ۱۹۹۵) بازیگر آمریکایی است.
از فیلم‌های معروف او می‌توان به بازی در فیلم جهنم با قهرمانان، هری کثیف، گنجینه سان جنارو و متیلدا اشاره کرد.